# Bonatea speciosa
Bonatea speciosa är en orkidéart som först beskrevs av Carl von Linné d.y., och fick sitt nu gällande namn av Carl Ludwig von Willdenow. Bonatea speciosa ingår i släktet Bonatea och familjen orkidéer. Inga underarter finns listade i Catalogue of Life.

## Bildgalleri

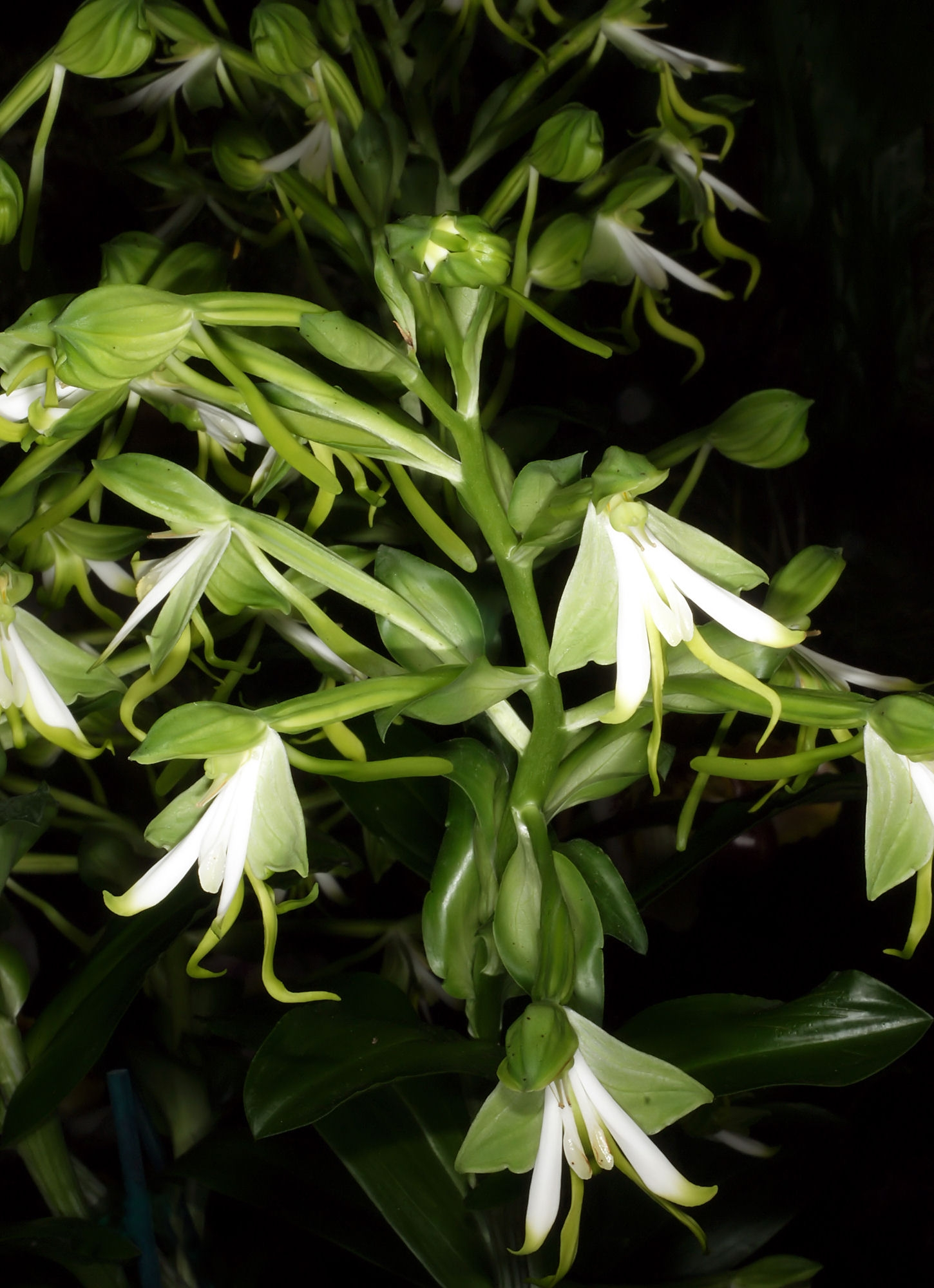
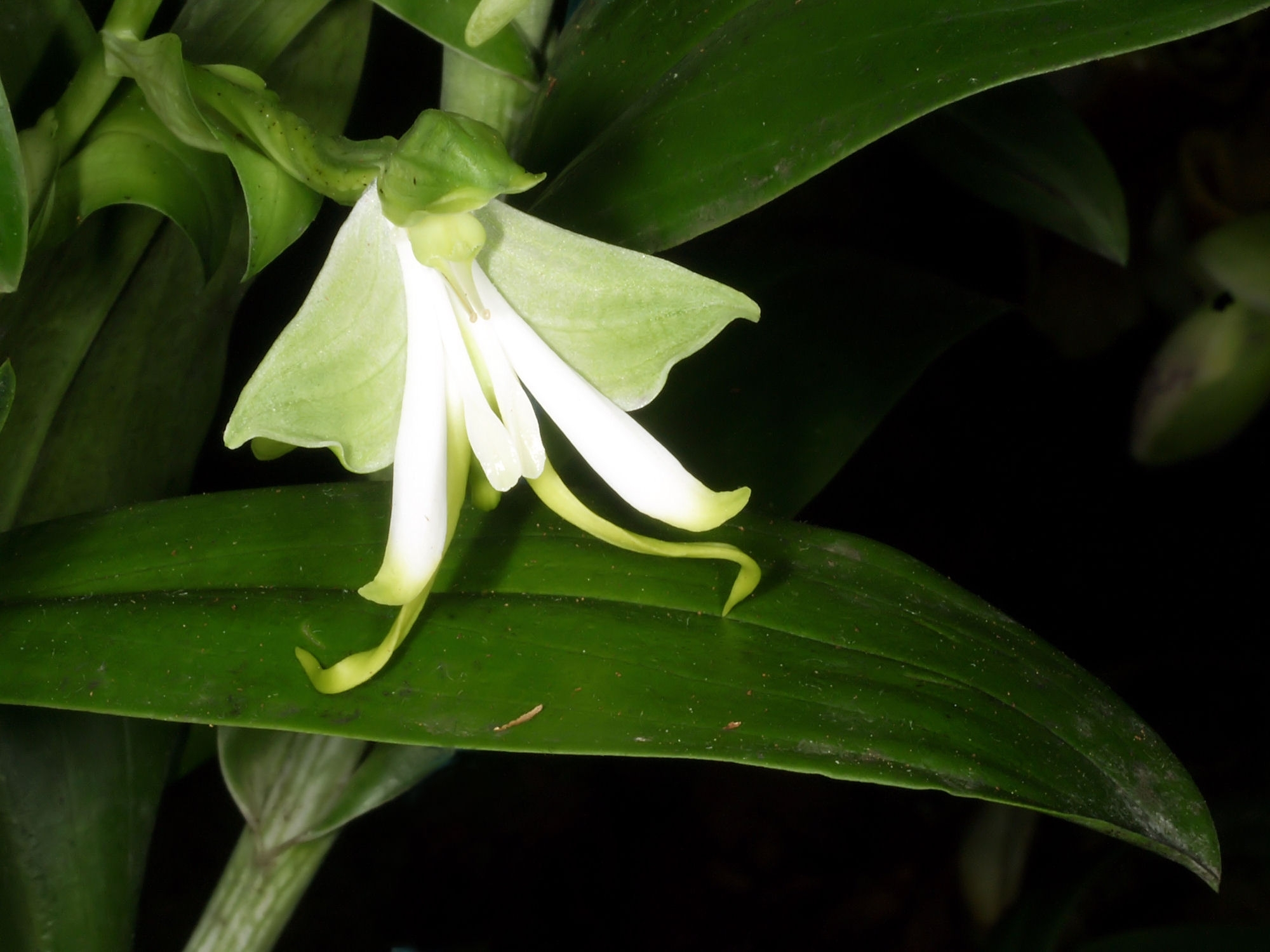
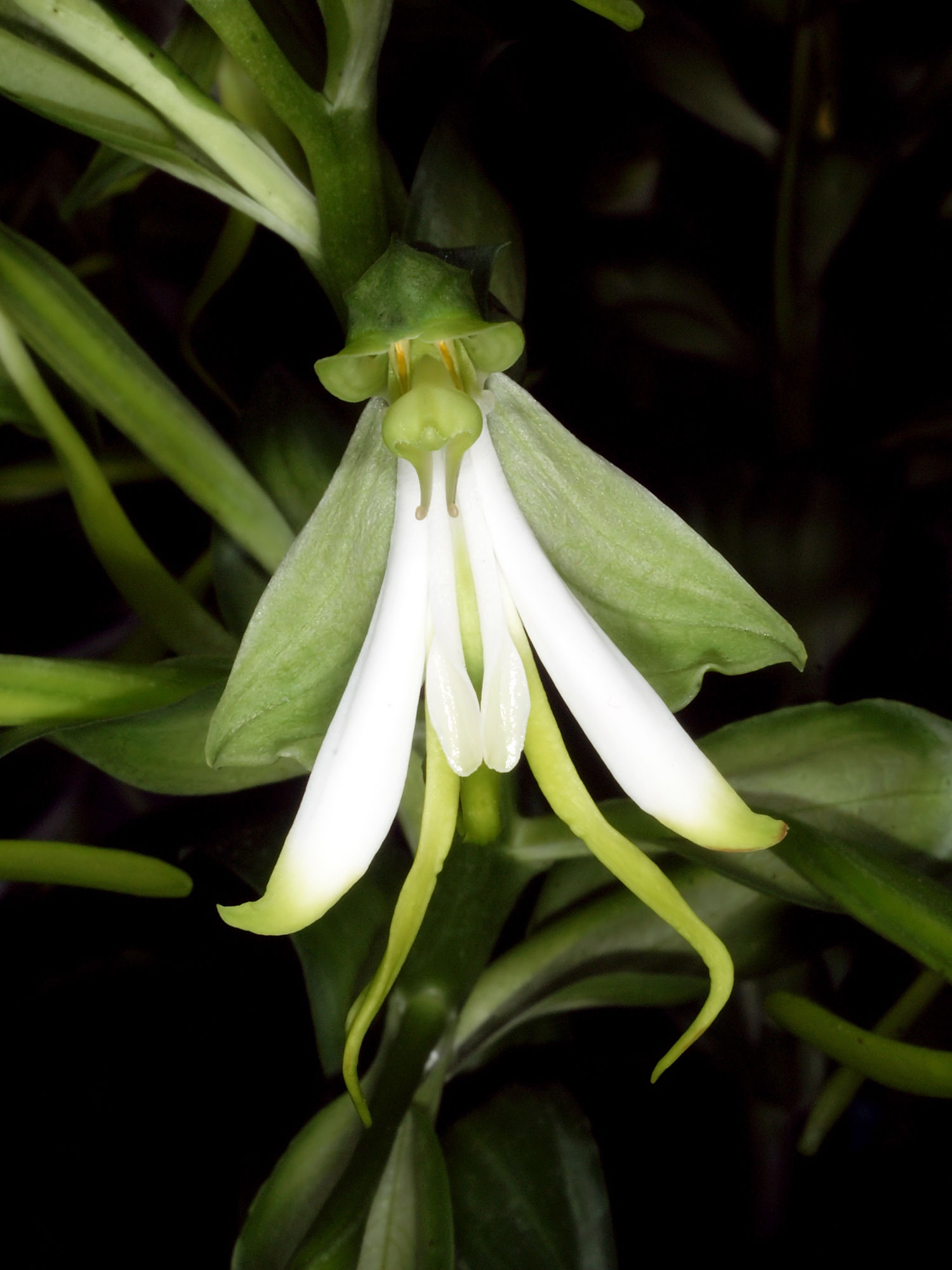
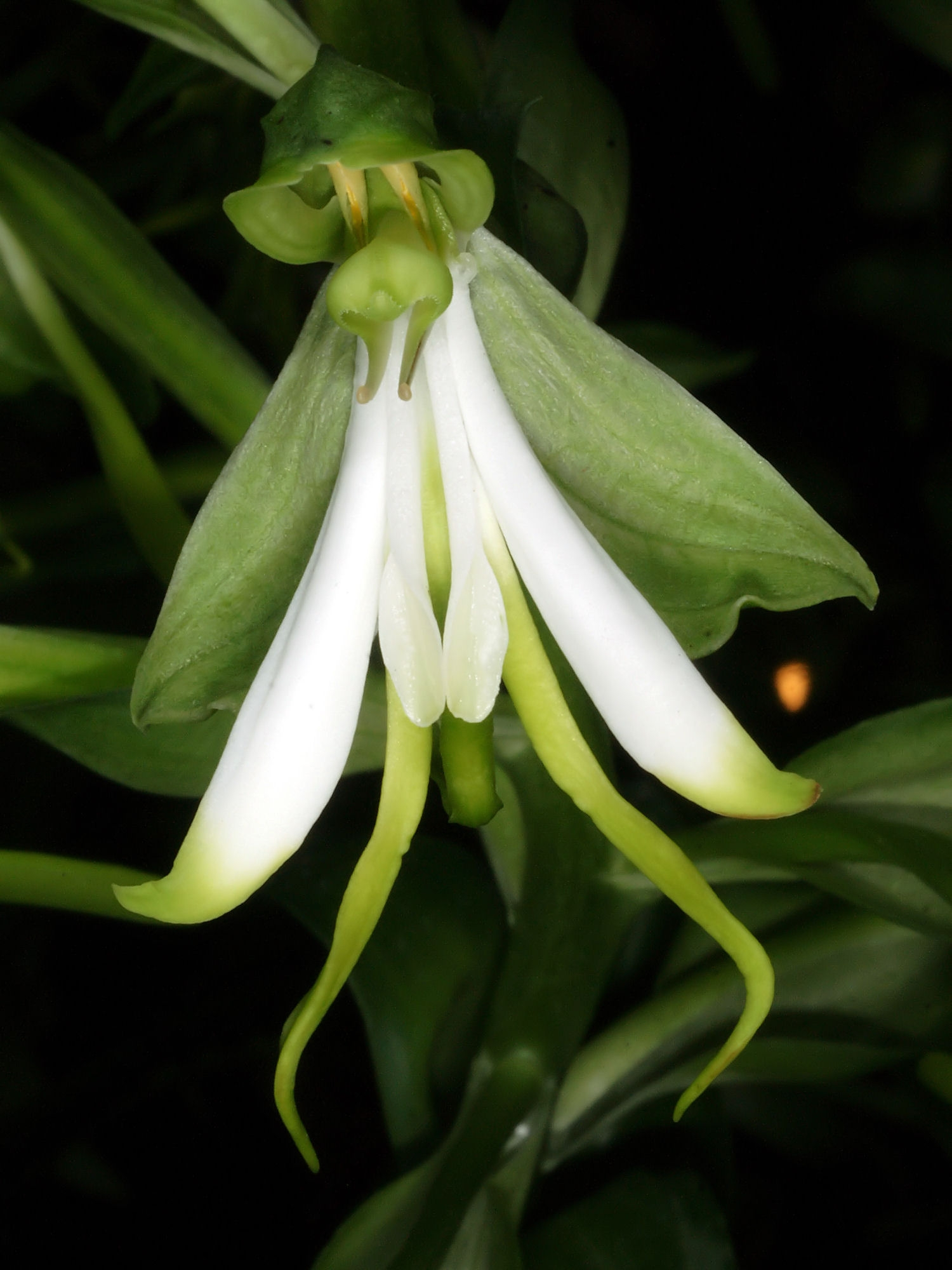
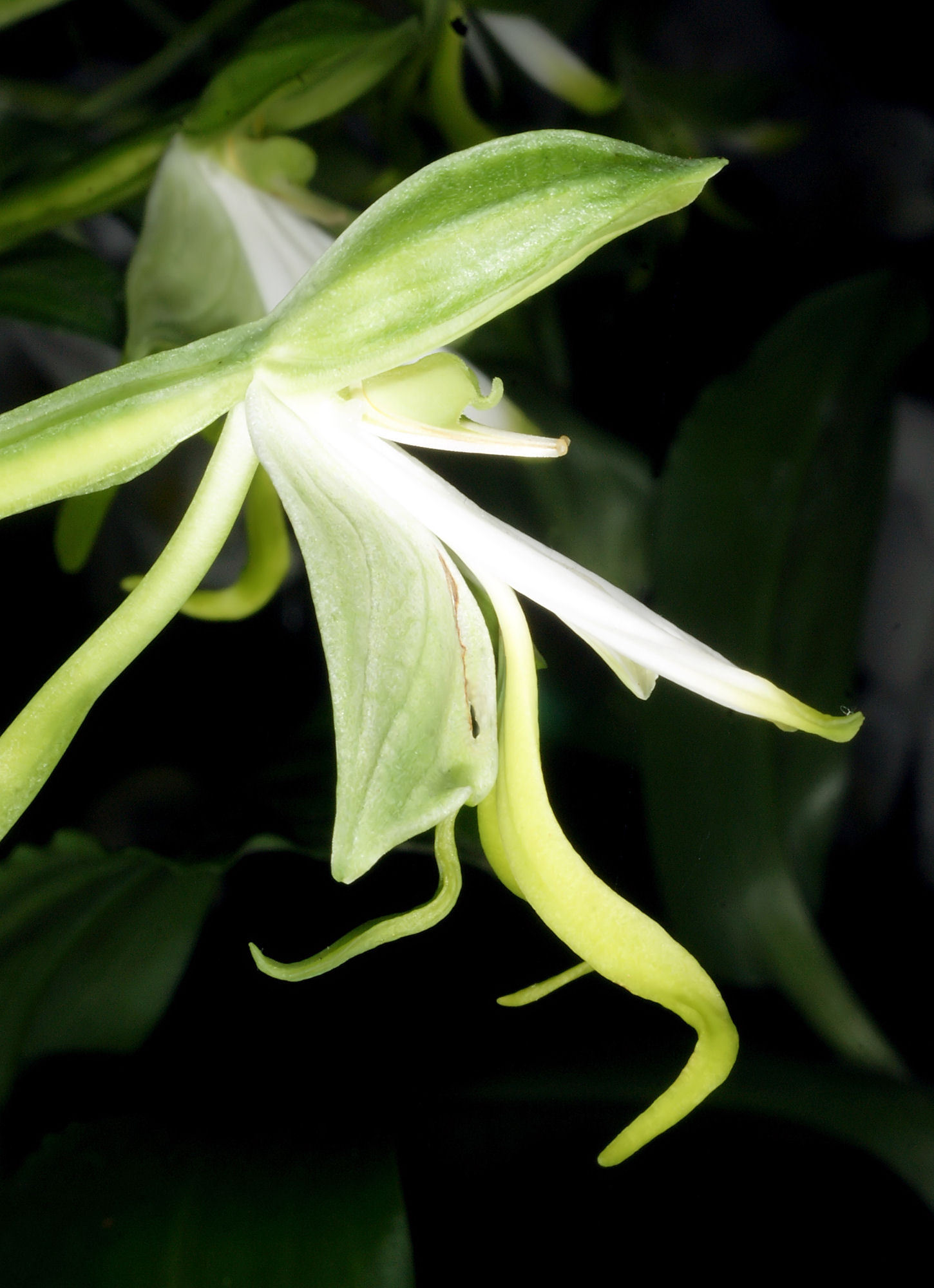